# The Girl on the Train (filme)
The Girl on the Train (prt: A Rapariga no Comboio; bra: A Garota no Trem) é um filme estado-unidense de 2016, dos géneros drama romântico, mistério e suspense, realizado por Tate Taylor e escrito por Erin Cressida Wilson, com base no romance de estreia homónimo de Paula Hawkins. Foi protagonizado por Emily Blunt, Rebecca Ferguson, Haley Bennett, Justin Theroux, Luke Evans, Édgar Ramírez, Allison Janney e Lisa Kudrow. As filmagens foram realizadas em Nova Iorque no dia 4 de novembro de 2015. O filme foi produzido por Marc Platt e DreamWorks Pictures e será distribuído pela Universal Pictures, como parte do novo acordo de distribuição da DreamWorks. Estreou-se em Portugal a 5 de outubro, nos Estados Unidos a 7 de outubro e no Brasil a 27 de outubro de 2016.

## Sinopse
Arrasada por seu recente divórcio, Rachel Watson vive fantasiando sobre um casal aparentemente perfeito que mora em uma casa pela qual seu trem passa todos os dias. Certo dia, ela presencia algo estranho e começa sua própria investigação.

## Elenco
- Emily Blunt como Rachel Watson
- Rebecca Ferguson como Anna Watson
- Haley Bennett como Megan Hipwell
- Justin Theroux como Tom Watson
- Luke Evans como Scott Hipwell
- Édgar Ramírez como dr. Kamal Abdic
- Allison Janney como policial Riley
- Lisa Kudrow como Martha
- Laura Prepon como Cathy
- Ross Gibby como David

### Dublagem brasileira
- Estúdio de dublagem: Delart[8]
- Direção de dublagem: Pádua Moreira[8]

Elenco
- Mabel Cezar como Rachel[8]
- Adriana Torres como Megan[8]
- Alexandre Moreno como Tom[8]
- Miriam Ficher como Anna[8]
- Hercules Franco como Scott[8]
- Duda Espinoza como Dr. Abdic[8]
- Mariângela Cantú como Riley[8]
- Sylvia Salustti como Martha[8]
- Mariana Torres como Kathy[8]

## Produção
Em 24 de março de 2014, a DreamWorks Pictures adquiriu os direitos de adaptação para o cinema do romance de estreia The Girl on the Train de Paula Hawkins, que Marc E. Platt produziria através da Marc Platt Productions. No dia 13 de janeiro de 2015, Erin Cressida Wilson foi escolhida para escrever o argumento do filme.
Em 21 de maio de 2015, a DreamWorks escolheu Tate Taylor (o mesmo realizador de The Help) para realizar o filme. Em 4 de junho de 2015, o sítio TheWrap publicou que o papel da protagonista foi oferecido à atriz Emily Blunt, que estava a adiantar as negociações para interpretar Rachel, uma mulher divorciada solitária e alcoólica. O estúdio havia se interessado em Kate Mara para um dos três papéis principais.
Em julho de 2015, a autora do livro Paula Hawkins disse ao jornal britânico The Sunday Times que as filmagens foram transferidas de Londres para Westchester, em Nova Iorque. Em 18 de agosto de 2015, a revista Deadline.com confirmou que Rebecca Ferguson foi escolhida para o papel de Anna, uma das três protagonistas, juntamente com Emily Blunt.
Em 24 de agosto de 2015, Haley Bennett foi escolhida para o terceiro papel principal de Megan. Em 21 de setembro de 2015, foi noticiado que Jared Leto e Chris Evans estavam em negociações para se juntar ao filme, onde Evans interpretaria Tom, o ex-marido de Rachel, e Leto interpretaria o marido da vizinha.
Em 22 de outubro de 2015, Édgar Ramírez foi escolhido para o papel do doutor Kamal Abdic, que estava num caso com Megan uma mulher casada, tornando-se um suspeito no desaparecimento dela. Em 27 de outubro de 2015, Justin Theroux foi escolhido para o papel de Tom, anteriormente reservado para Chris Evans, que deixou o filme devido a um conflito de agendamento.
Em 28 de outubro de 2015, a revista Variety noticiou que Allison Janney foi escolhida para interpretar o papel de uma detetive de polícia.
Em 3 de novembro de 2015, Lisa Kudrow foi escolhida para o papel de Martha, uma ex-colega de trabalho de Tom. Em 4 de novembro de 2015, a revista The Hollywood Reporter confirmou que Luke Evans havia substituído Jared Leto, que deixou o filme devido a um problema de agendamento.
Em 7 de janeiro de 2016, foi anunciado que Laura Prepon interpretaria Cathy, a colega de quarto e amiga de colégio de Rachel Watson.

### Filmagem
No dia 4 de novembro de 2015, as filmagens foram realizadas em Nova Iorque. No final de novembro de 2015, as filmagens aconteceram em White Plains, bem como em Hastings-on-Hudson e em Irvington, em Nova Iorque. As filmagens foram concluídas a 30 de janeiro de 2016.

## Lançamento
Em novembro de 2015, a Walt Disney Studios Motion Pictures programou a data de estreia do filme para 7 de outubro de 2016, através da Touchstone Pictures. O filme foi parte do acordo de distribuição da DreamWorks com The Walt Disney Studios, que iniciou-se em 2009. No entanto, a DreamWorks e a Disney não renovaram o seu acordo de distribuição, e em dezembro de 2015, a Universal Pictures adquiriu os direitos de distribuição do filme, como parte do seu novo acordo com a Amblin Partners, a empresa-mãe da DreamWorks. A Universal manteve a data de estreia original da Disney. A Universal distribuiu o filme no estrangeiro, exceto na Europa, no Médio Oriente e em África, onde a distribuição foi feita por Mister Smith Entertainment através das outras indústrias. A Entertainment One lançou o filme no Reino Unido a 5 de outubro de 2016.[carece de fontes?]

## Recepção
No agregador de críticas Rotten Tomatoes, que categoriza as opiniões apenas como positivas ou negativas, o filme tem um índice de aprovação de 44% calculado com base em 307 comentários dos críticos. Entretanto, com as mesmas opiniões sendo calculadas a partir de uma média aritmética ponderada, a nota é 5.30/10, com o consenso afirmando: "O excelente desempenho de Emily Blunt não é suficiente para impedir que The Girl on the Train deslize lentamente para o melodrama explorador". Já no agregador Metacritic, que calcula as notas usando somente uma média aritmética ponderada a partir das avaliações de 39 críticos que escrevem em maioria para a imprensa tradicional, o filme tem uma pontuação de 48 entre 100, com a indicação de "revisões mistas ou neutras". O público pesquisado pelo CinemaScore deu ao filme uma nota "B−" em uma escala de A+ a F.

## Reconhecimentos
| Ano  | Prémios                          | Categorias                      | Destinatários e nomeados | Resultado | Referências |
| ---- | -------------------------------- | ------------------------------- | ------------------------ | --------- | ----------- |
| 2016 | Prémios do Cinema de Hollywood   | Prémio do produtor de Hollywood | Marc Platt               | Venceu    | [ 34 ]      |
| 2017 | Prémios People's Choice          | Melhor filme de suspense        | The Girl on the Train    | Venceu    | [ 35 ]      |
| 2017 | 23.º Prémios Screen Actors Guild | Melhor atriz                    | Emily Blunt              | Indicado  | [ 36 ]      |